# Chesky Records
Chesky Records is een Amerikaans platenlabel dat zich richt op audiofielen. Het brengt cd's, sacd's en dvd's uit in verschillende genres, waaronder jazz, klassieke muziek en Latijns-Amerikaanse muziek, maar produceert ook high end-audioapparatuur. Het werd rond 1978 opgericht door de gebroeders David en Norman Chesky. 
Musici die op Chesky uitkwamen zijn onder meer Clark Terry, McCoy Tyner, Herbie Mann, Jon Faddis, Lee Konitz, Phil Woods, Tom Harrell, Fred Hersch, David Johansen, Cándido Camero met Graciela, Paquito D'Rivera, Ana Caram, Badi Assad, Earl Wild, Gary Schocker en René Leibowitz.
De gebroeders Chesky hebben tevens een audiofiele website, waar men muziek in allerlei formats kan downloaden, ook van andere labels.